# Delosperma basuticum
Delosperma basuticum är en isörtsväxtart som beskrevs av L. Bol.. Delosperma basuticum ingår i släktet Delosperma, och familjen isörtsväxter. Inga underarter finns listade i Catalogue of Life.

## Bildgalleri

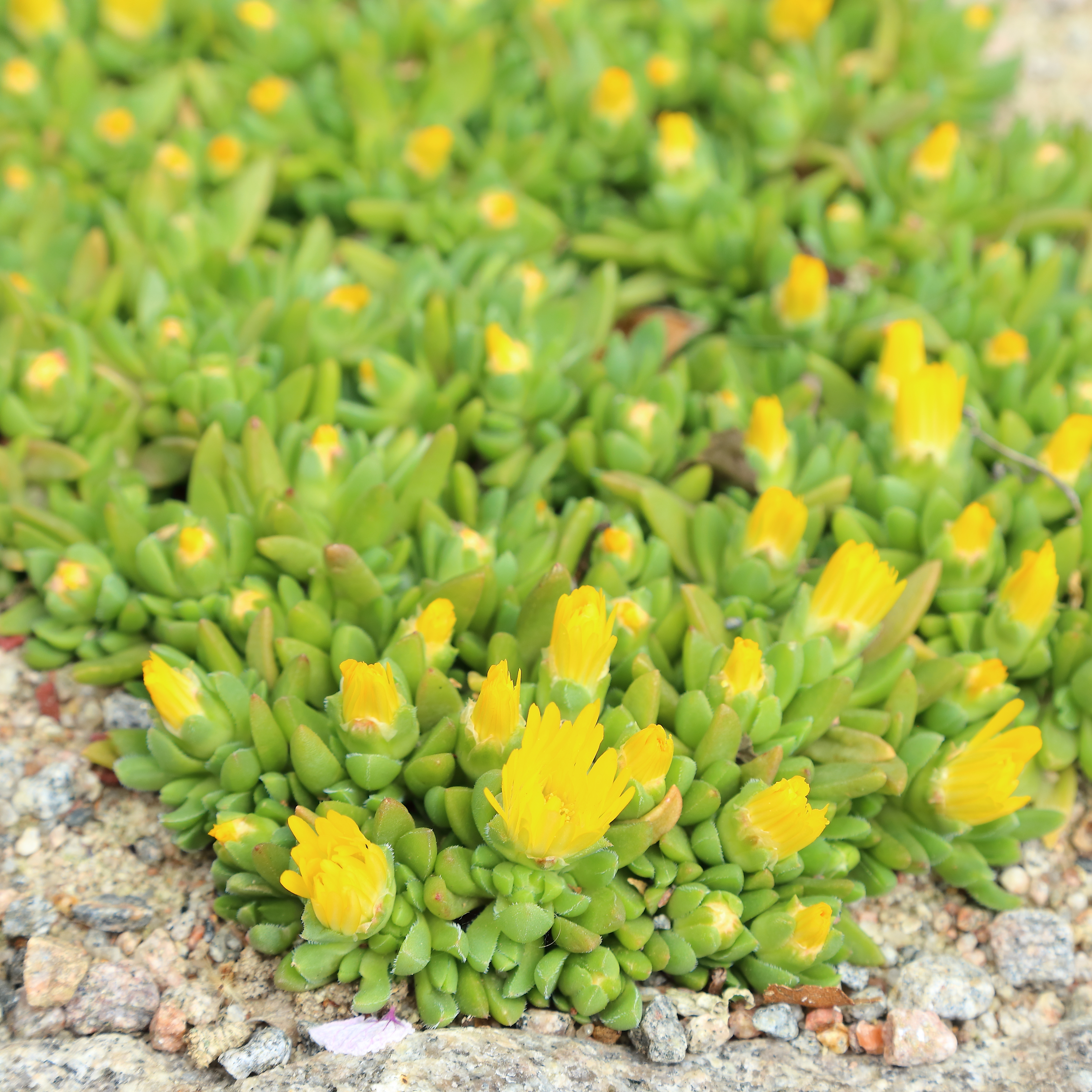
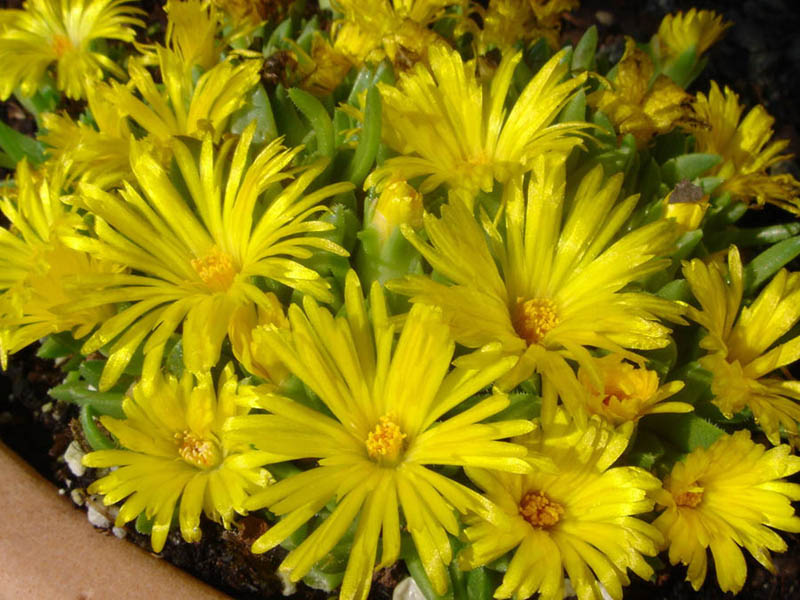
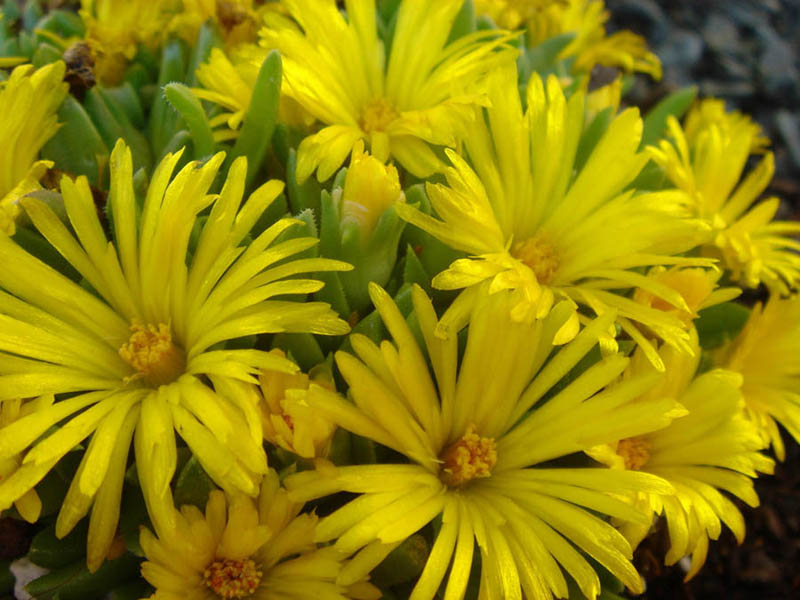
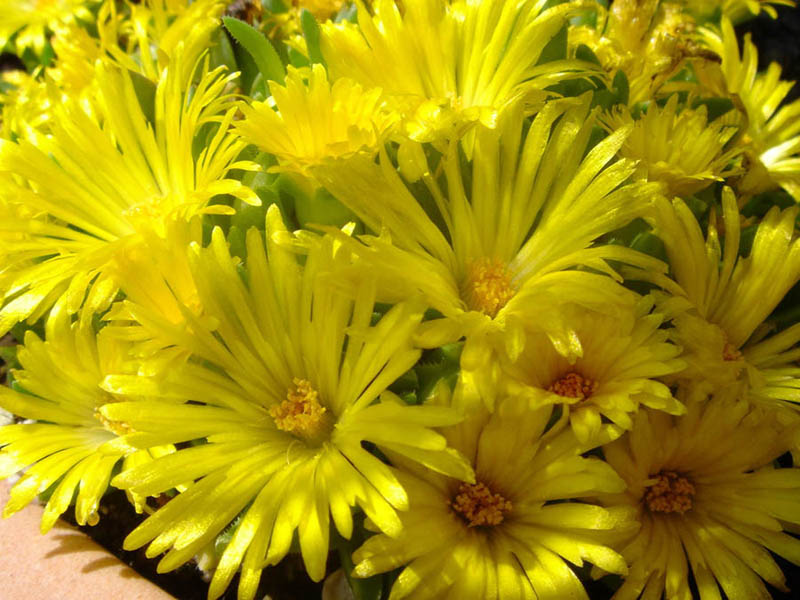
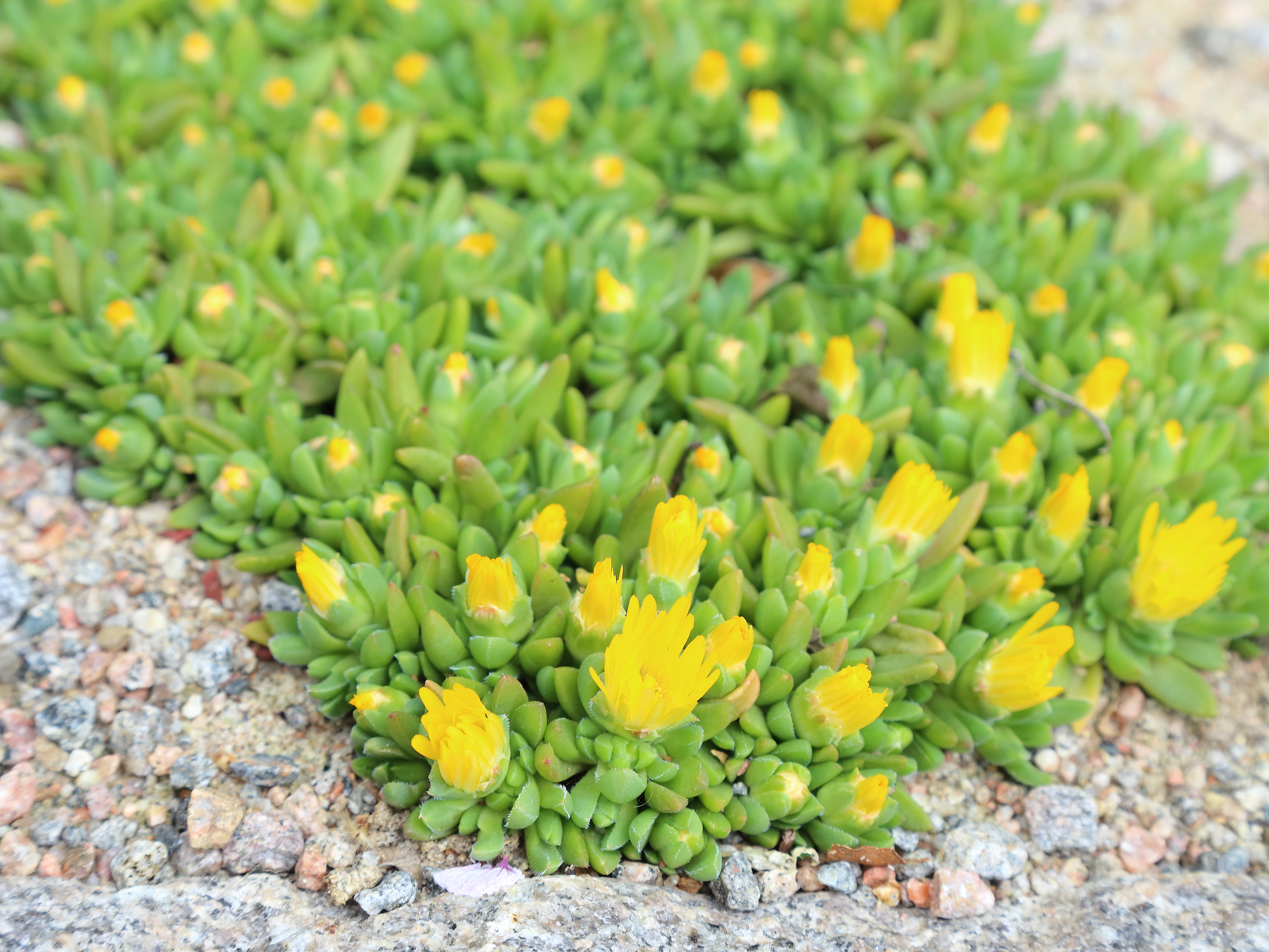
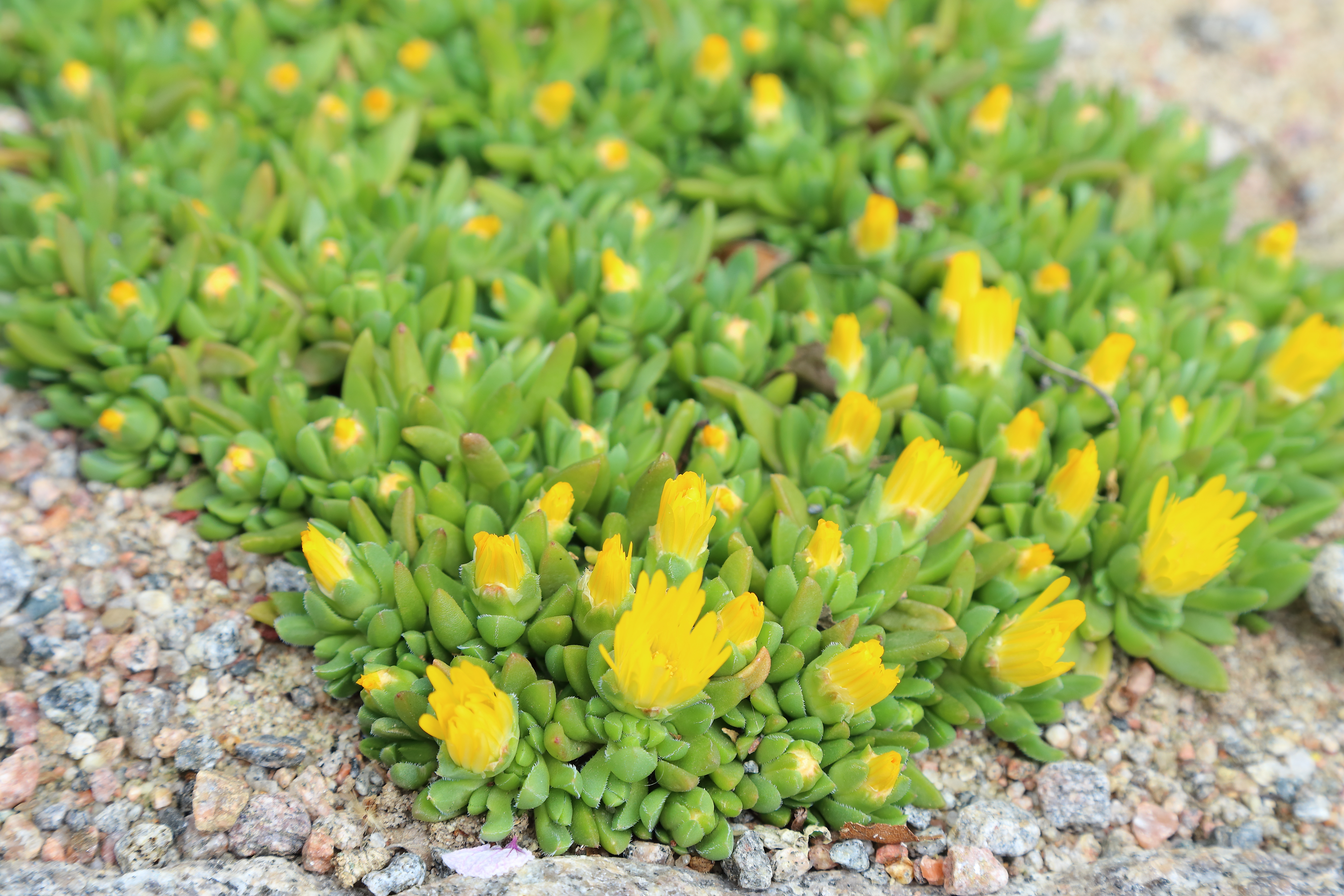